# Mably, Loire
Mably là một xã trong tỉnh Loire miền trung nước Pháp. It kết nghĩa với Wantage in Oxfordshire, Anh.

## International Relations

### Twin towns - sister cities
Mably kết nghĩa với:
- Wantage, Anh[1]
- Piatra Neamţ, România[2]